# Soufiane Ababri
Soufiane Ababri, né en 1985 à Rabat, est un artiste marocain qui vit et travaille entre Paris et Tanger.

## Biographie
Soufiane Ababri grandit dans une famille marocaine de la classe moyenne, respectueuse de la tradition et de la religion. Il s'installe en France en 2004 et a ainsi une double culture franco-marocaine.
Il suit des études à l'École supérieure des beaux-arts de Montpellier, à l'École nationale des arts décoratifs de Paris et à l'École supérieure des Beaux arts de Lyon.
Il est ouvertement queer.

## Œuvre
Il utilise différents médiums (crayons de couleurs, photographie, vidéo, installations, performances) pour questionner l'identité, l'homosexualité, le racisme, le colonialisme, l'histoire et le rapport à la tradition, dans une approche autobiographique et conceptuelle.
Son oeuvre est empreinte de jeux de regards, dans un style jouant avec le montré, le caché et le suggéré évocateur des miniatures persanes. Son choix de couleurs est inspiré par son travail à Tanger, et est aussi une manière de séduire le spectateur avant de l'inviter à prendre conscience d'une réalité violente.

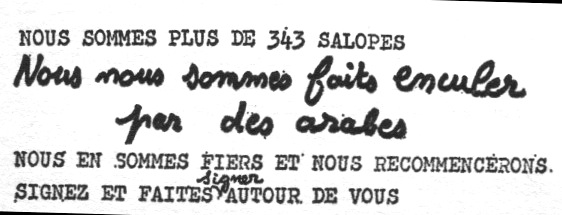
Tract du Front homosexuel d'action révolutionnaire ; c'est cette orientalisation et virilisation des Arabes que dénonce Ababri

Le sexe et le désir sont des éléments centraux de ses productions, ainsi que la violence subie par les hommes gays racisés, que ce soit aux mains de la société ou d'autres hommes gays. Il dénonce la forme de racisme orientalisant que les gays blancs français imposent aux Arabes, citant notamment le tract « Nous sommes plus de 343 salopes. Nous nous sommes fait enculer par des Arabes. Nous en sommes fiers et nous recommencerons. » du Front homosexuel d'action révolutionnaire. Il empreinte à la pornographie gay plusieurs de ses stéréotypes, comme le twink et le « lascar ».
Ses influences artistiques sont du côté de la littérature et de la sociologie : Jean Genet, Reinaldo Arenas, Guillaume Dustan, Didier Eribon, Pierre Bourdieu, Michel Foucault, Abdellah Taïa, Paul Bowles, Édouard Louis, Guy Hocquenghem, Todd Shepard et le Front homosexuel d'action révolutionnaire,. Soufiane Ababri travaille non seulement ses dessins, mais les lieux où ils sont exposés : les murs sont recouverts de couleurs, de glory-holes et de graffitis et d'hommages à d'autres artistes tels que Jean Cocteau, Félix Gonzales-Torres, Wolfgang Tillmans ou Guillaume Dustan,.
Il considère son art comme une démarche politique, dans le sens où il permet d'offrir une perspective alternative aux discours dominants qui sont « hétérosexuels, blancs et bourgeois ».

### Haunted Lives

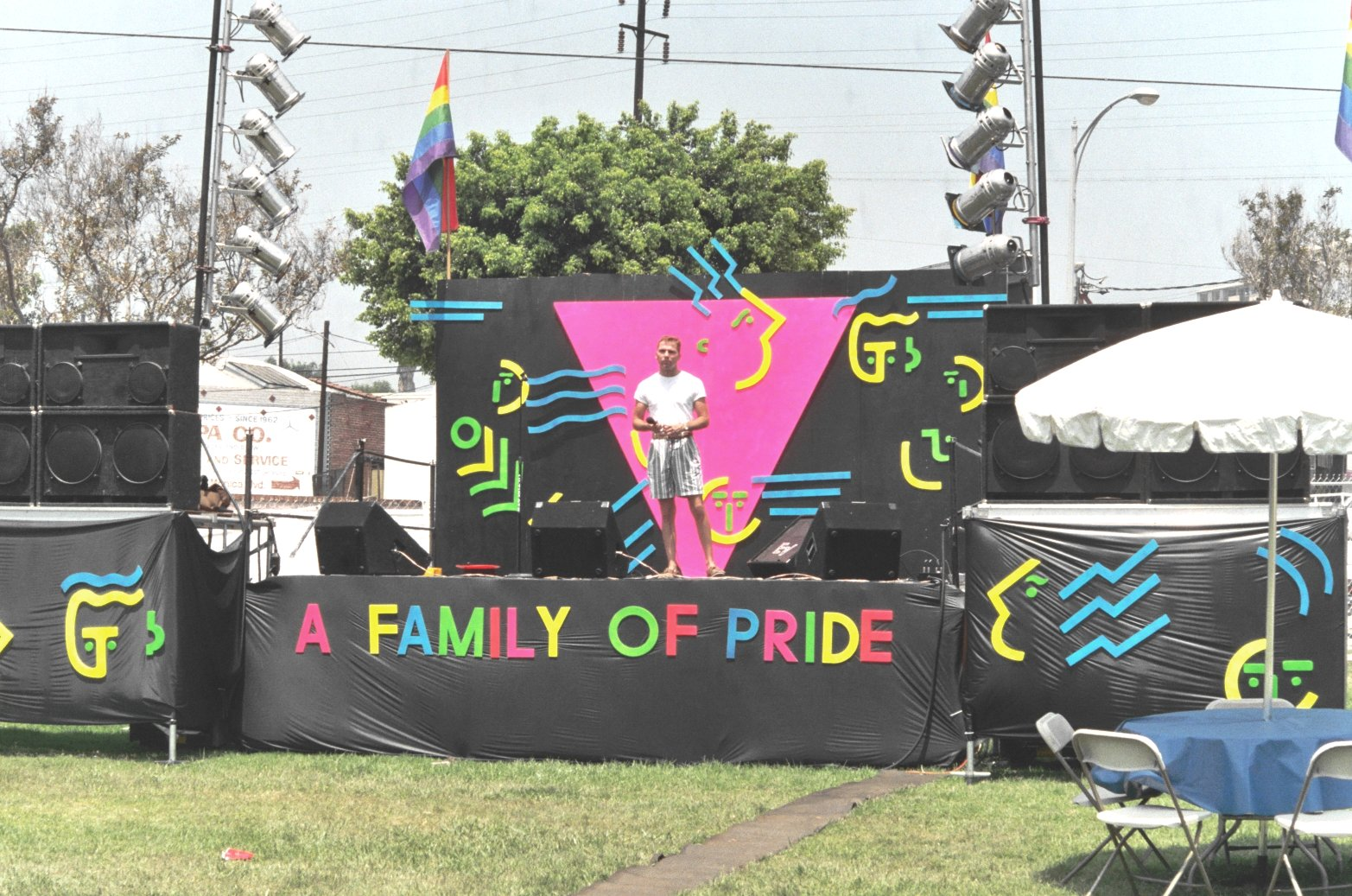
Le triangle rose, utilisé par les nazis pour marquer les déportés homosexuels, a ensuite été réutilisé comme un symbole des mouvements LGBT, ici à la pride de Los Angeles en 1993

Haunted Lives est sa première exposition personnelle, en 2018, à la Galerie Praz Delavallade de Paris. Il recouvre les murs de rose, interrogeant la norme sociale qui associe cette couleur aux petites filles et permettant un contraste entre l'innocence de l'enfance et la teinte exacte de rose utilisée, celle des triangles que les nazis utilisaient pour marquer les déportés pour homosexualité. Les murs sont recouverts de dessins et de miroirs ; certains de ces miroirs portent des mots, qui forment le message « We like pink despite of appearances » (nous aimons le rose malgré les apparences)[réf. nécessaire]. Ces miroirs sont un hommage à Félix Gonzales-Torres, et notamment son Untitled (Fear) Blue Mirror qu'il avait installé à la prison de Reading où Oscar Wilde a été emprisonné.

### Bed Works
Bed Work est une série de dessins réalisés au lit. Le choix de dessiner à partir d'une position allongée, est un renversement du point de vue orientaliste, où les peintres européens représentaient les femmes, les Arabes et les esclaves allongés pour exprimer qu'il sont passifs, lascifs, offerts et paresseux[réf. nécessaire]. Cela est renforcé par le fait de produire de l'art depuis le foyer, espace que la peinture flamande réserve aux femmes et aux domestiques. Le crayon de couleur quant à lui permet de sortir de la sacralisation de l'artiste, de l'autorité et de la virilité en prenant un medium intime et domestique.
Ces dessins, réalisés notamment à partir de photo volées réalisées au Maroc, s'inscrive dans une politique de visibilité. Ils sont notamment inspiré par l'ouvrage Mâle, décolonisation de Todd Shepard.

### ♪ Here is a Strange and Bitter Crop ♪♪
Cette installation a plusieurs inspirations : la chanson de dénonciation des lynchages Strange Fruit, un hommage à Justin Fashanu, le premier footballeur ouvertement gay, un discours de Malcom X, et la pornographie gay afro-américaine. L'artiste mêle dessins, fresque, sculpture et performance, afin de dénoncer la violence hétéronormative et raciste qui s'exerce sur les corps noirs et de montrer la possibilité d'un homoérotisme dans le sport.

### Autres oeuvres
Il réalise en 2017 une exposition mettant en regard les masques africains avec les applications de drague gay. La même année, il participe au programme Moving Frontiers de l'Ecole des Beaux-Arts de Cergy où il réalise une installation à Douala mêlant dessins et danse inspirée des gestes des ouvriers agricoles dans les bananeraies du Cameroun, visant à la fois à dénoncer le néo-colonialisme français au Cameroun et l'homophobie du pays.
Dans Their mouths were full of bumblebees, une référence à « zamel », une insulte en darija contre les hommes gays.

## Reconnaissance

### Expositions
- What’s the name of this nation, Le Cube, Rabat, 2015
- Oh please! don’t be angry! it’s based on emotional facts, Eternal Network, Tours, 2017
- Peuple érotique ! Peuple exotique, Moving Frontiers, Douala[12]
- 62ème salon de Montrouge[13]
- Tous des sang-mêlés, musée d'Art contemporain du Val-de-Marne[13]
- Traversées ren@rde, Bourges[13]
- Recto/Verso, Fondation Louis Vuitton
- Biennale de Lyon, 2017[2]
- Haunted Lives, galerie Praz-Delavallade, Paris 2018[réf. nécessaire]
- MILF Project, Espace Témoin, Genève[7]
- ArtCenter, Berlin[7]
- ♪ Here is a Strange and Bitter Crop ♪♪, SPACE, Royaume-Uni, 2018[11]
- Le Marathon des mots, Toulouse, 2018[14]
- Habibi, les révolutions de l'amour, Institut du monde arabe, 2022[4]
- Si nous ne brûlons pas, comment éclairer la nuit ?, galerie Praz-Delavallade, 2023
- SOL ! La biennale du territoire 2. Soleil Triste, 2023, MO.CO[15]
- Their mouths were full of bumblebees, Barbican Museum, 2024[8]

### Collections publiques
Des oeuvres de Sofiane Ababri sont dans les collections du musée d'Art contemporain du Val-de-Marne et du FRAC Poitou-Charentes.

### Récompenses
Ses séries Bed Work et Haunted Lives sont récompensées lors du gala des Out d’or 2018, dans la catégorie « création artistique »; l'association des journalistes LGBT salue notamment le travail de déconstruction des modèles de masculinités oppressives réalisé dans ses dessins.